# Erika Harold
Erika Harold (Champaign, 20 febbraio 1980) è una modella statunitense, incoronata Miss America 2003 ed in precedenza Miss Illinois 2002.

## Biografia
Il suo impegno ufficiale è stato quello di "Prevenire la violenza giovanile ed il bullismo: Proteggi te stesso, rispetta te stesso". La Harold ha dichiarato di aver effettuato questa scelta per via di esperienze personali. Ha infatti raccontato di essere stata soggetto di pregiudizi sessuali e razziali durante la crescita. Tuttavia, durante la sua prima settimana di regno ha adottato anche l'impegno sociale dell'astinenza sessuale. Per tale ragione la Harold è stata accusata di portare avanti interessi propri non precedentemente dichiarati. Durante una conferenza stampa Erika Harold è arrivata al punto di accusare l'organizzazione del concorso di fare bullismo nei suoi confronti.
La Harold è di origini greche, tedesche e gallesi da parte di padre, e native americane, afroamericane e russe da parte di madre. Politicamente Erika Harold si è dichiarata conservatrice, ed è stata organizzatrice della campagna giovanile in Illinois del repubblicano Patrick O'Malley.